# 伊比利亞猞猁
伊比利亞猞猁（學名：Lynx pardinus），又稱西班牙猞猁、南歐猞猁、拟虎猫、欧洲之虎，是南歐伊比利亞半島特有的、瀕危的一種貓科哺乳動物。過去本種常被列為歐亞猞猁的亞種，但現在被視為一個獨立品種。在更新世兩個品種曾在中歐共存，但生活在不同的生境中。據信本種是由伊西铎猞猁進化而來。

## 外型

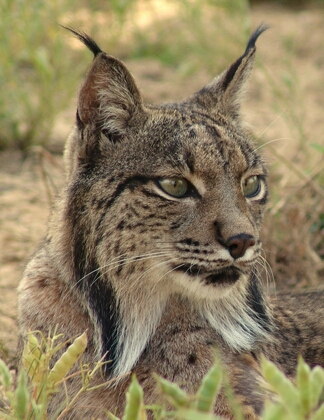
頭部特寫

相對於歐亞猞猁皮毛上的稀淡的斑點，伊比利亞猞猁身上帶有像豹的、明顯的斑點，毛色淺灰或各種淺棕黃色。西部無斑點的種群據說在近年已經滅絕。
頭身長85–110公分，尾短（長約12–30公分）；肩高60–70公分。雄獸比雌獸大：雄獸平均12.9公斤（最重26.8公斤），雌獸重9.4公斤。約為歐亞猞猁的一半大小。
伊比利亞猞猁與歐亞猞猁分別不大，但更像短尾貓。臉孔比歐亞猞猁更像貓。尾粗，尾端黑色。耳尖、觸鬚和鬓角各有一束黑色的毛。

## 生態
由於體型比北方的近親較小，伊比利亞猞猁通常獵食較小的動物，很少大於一隻野兔。兩者的生境也有不同：伊比利亞猞猁生活在開闊的灌木叢，而歐亞猞猁生活在森林中。
在每天光線微弱時以哺乳動物（包括齧齒目和食蟲目）、鳥類、爬行類和兩棲類為食。穴兔是其主糧（79.5-86.7%），野兔（格拉納達野兔，5.9%）和齧齒目（3.2%）佔小宗。雄性每天需要獵食一隻兔子，而處於育幼期的雌獸每天需要進食三隻兔子。
由於西班牙的穴兔數目下降，牠們常被迫攻擊幼小的鹿、黇鹿、狍鹿或摩佛倫羊。赤狐、埃及獴和斑貓都是牠們的競爭對手。
獨居，也獨自獵食。它會偷偷潛行至獵物，或在灌水或岩石後伏下守候數小時，直到獵物只有數步之遙才撲殺。
牠耳上的毛髮幫助牠辨別聲音的來源。沒有它們，牠的聽力會大大減弱。腳邊長有長厚的毛，可令牠們在雪地中悄悄地行動。牠們，特別是育幼中的雌獸，四處流浪，可遠至100公里。視乎獵物的多寡，牠們需要10-20平方公里的領地。
牠們以尿液、糞便或樹皮上的爪痕標記牠們領地的邊界。

## 繁殖
雌猞猁在繁殖時期會離開自己的領地尋找雄猞猁。懷孕期通常為兩個月，產子期在三月至九月之間，以三至四月為生育高峰。一胎通常育有二到三隻幼獸（偶然一隻、四或五隻），每隻重200–250 克。小猞猁七至十個月大即可獨立，但通常會與母親在一起直到二十個月大。幼獸的生存率視乎獵物是否充足而定。在野生的環境中，兩性一歲就能達至性成熟，但在找到沒有其他猞猁的領土以前，很少繁殖。曾經有雌猞猁到了五歲，母親死去後才開始繁殖。在野外最高壽命可達十三年。

## 生境
歷史上曾經分佈在整個伊比利亞半島，目前只見於少數地區，而只有在西班牙南部安達盧西亞兩處地區才有獲確認的、具繁殖能力的種群。伊比利亞猞猁喜好多樣的環境，混雜草莓树、乳香黃連木和刺柏等灌木，以及冬青櫟和西班牙栓皮櫟等喬木的，開闊的草地。主要分佈在有植被的山區或短灌木叢林帶。

## 數量
伊比利亞猞猁是一種瀕危物種。是世界上最受威脅的貓科動物，也是歐洲最受威脅的食肉動物。
根據2005年3月所進行的研究，估計仍然生存的伊比利亞猞猁少至100隻，而2000年時有四百隻。如果它們滅絕，將會是劍齒虎以後首種滅絕的大型貓科動物。
具繁殖能力的種群只見於西班牙的多尼亞納國家公園和哈恩省的安杜哈爾山區。
目前，伊比利亞猞猁及其生境都已經被完成保護，也不能合法地捕獵。其極危的成因主要是棲地喪失、下毒、車禍、野狗和偷獵。棲地喪失包括了基礎設施建設、林相單一化（松樹、黃杉屬、桉樹），使各種群被隔絕。另外，猞猁的主要食物穴兔數量因黏液瘤病和出血性肺炎而減少。
2005年3月29日，傳來了3隻小猞猁首次在人工環境下出生的消息。2006年有4隻出生，2008年有24隻，似乎為在猞猁已經消失的地區重新引進帶來了希望。

## 影視作品
西班牙以此種動物以及生態保育為題材，製作出3D動畫電影《霹靂貓》，臺灣引進美國英語版，並於公共電視臺以國英雙語播放。DVD由弘恩文化發行，雙碟版收錄中英字幕以及映像特典DVD。

## 外部連結
- （英文）（葡萄牙文）SOS Lynx：伊比利亞猞猁的圖片杲新聞和資料 （页面存档备份，存于）
- Large Carnivore Initiative for Europe - 伊比利亞猞猁 （页面存档备份，存于）
- （西班牙文） Programa de Conservación Ex-Situ（页面存档备份，存于） 西班牙政府的網頁
- ARKive - 伊比利亞猞猁的圖像和影片
- 伊比利亞猞猁的自然史
- 英國廣播公司對一隊葡萄牙足球隊支持猞猁保育的報導 （页面存档备份，存于）
- （西班牙文） 伊比利亞猞猁的照片
- （西班牙文） vertebradosibericos.org有關伊比利亞猞猁的資料 （页面存档备份，存于）
- . 新京報. 2007年11月6日  [2011年12月2日]. （原始内容存档于2007年12月10日）.